# Mallada lavatus
Mallada lavatus is een insect uit de familie van de gaasvliegen (Chrysopidae), die tot de orde netvleugeligen (Neuroptera) behoort. 
Mallada lavatus is voor het eerst wetenschappelijk beschreven door Navás in 1914.